# Hymettos
Der Hymettos (altgriechisch Ὑμηττός, neugriechisch Υμηττός Ymittos) ist ein bis zu 1026 m hoher Bergrücken auf der Halbinsel Attika in Griechenland. Er liegt etwa 10 km südöstlich des Stadtzentrums der griechischen Hauptstadt Athen und besteht aus zwei durch einen Pass getrennten Erhebungen.

## Geschichte
In der Antike war er berühmt für seinen Honig („Hymettosbienen“). Außerdem wurden die damals noch vorhandenen Wälder als Quelle für Bauholz genutzt. Der bläulich-graue „hymettische“ Marmor wurde als Kontrast zum weißen Pentelischen Marmor bei Bauwerken verwendet. Auf dem Hymettos befand sich ein Heiligtum des Zeus Hymettios. Am Hymettos befinden sich einige sehenswerte Höhlen.
Ein großes Gebiet des Bergrückens (83 Quadratkilometer) wurde 2010 als Vogelschutzgebiet von Natura 2000 mit der Registriernummer GR3000015 ausgewiesen.
Wegen seiner Bedeutung für Geschichte und Stadtbild Athens ist der Berg vielbeachtet und beschrieben:

„Noch ist dein Himmel blau, die Felsen wild,
Schön sind die Täler und so grün die Auen,
Und Honig träuft in des Hymettos Gauen;
Noch sieht man Bienen duftge Zellen bauen,
die freigebornen Wandrer dieser Höhn;
Noch lange lässt Apoll den Sommer blauen,
Pendelis Marmor glänzend zu erhöhn.
Kunst, Ruhm und Freiheit schwand, doch die Natur blieb schön.“

„Ich habe von jeher das Wort Hymettos um seines schmetternden Wohllautes willen geliebt“

## Geographie
Auf das teilweise abgesperrte Gipfelplateau mit seinem Antennenwald führt eine Autostraße.

### Gipfel
- Mavrovouni Ymittou (770 m, ⊙)